# باد ویندسهایم
شهر باد ویندسهایم (به آلمانی: Bad Windsheim) در ایالت بایرن در کشور آلمان واقع شده است.